# جبل مقلوب
جبل الألفاف (بالسريانية: ܣܘܪܝܝܐ طورو د ألفوفِ) أو جبل مار متي أو جبل مقلوب هو جبل يقع بمنطقة سهل نينوى بمحافظة نينوى بالعراق. تميز الجبل منذ انتشار المسيحية في المنطقة في القرن الثالث الميلادي بأهميته الدينية حيث أصبح مقرا للعديد من النساك السريان لعل أهمهم مار متي الذي أصبح ديره، "دير مار متي"، من أهم الأديرة السريانية في العصور الوسطى. كما يحتوي الجبل على العديد من القلايات التي نقشها النساك من صخر الجبل ومن أهمها:
- قلاّية مار متي. والتي شفيت فيها مارت سارة أخت مار بهنام بحسب التقليد السرياني.
- قلاّية ابن العبري. كان ابن العبري يمكث بها للتعبد.
- قلاّية قصر الجاسوس. وتحتل موقعا استراتيجيا على قمة الجبل، وكانت تستعمل لمراقبة المناطق المحيطة وتحذير الأهالي في حالة مقدم قطاع الطرق.

يبعد الجبل مسافة 30 كم شمال شرق مدينة الموصل وحوالي 15 كم عن برطلة وأكبر قرية تقع على سفوح هي قرية مرگي وسكانها سريان أرثوذكس.

## طالع إيضا
- جبل مار دانيال